# Wilna
Wilna város az Amerikai Egyesült Államok New York államában, Jefferson megyében. Lakosainak száma 5732 fő (2020. április 1.).

## Népesség
A település népességének változása:

| 2010 | 6 427 |
| 2020 | 5 732 |